# Viaduc ferroviaire de la Loire à Nevers
Le viaduc ferroviaire de Nevers est un ouvrage d'art ferroviaire français qui franchit la Loire  à Nevers dans le département de la Nièvre, en région Bourgogne-Franche-Comté.

## Situation
Le viaduc, qui supporte deux voies, est situé entre les points kilométriques 253,502 et 253,824 de la ligne de Moret - Veneux-les-Sablons à Lyon-Perrache.
Situé à quelques centaines de mètres au sud de la gare de Nevers, il traverse la Loire à environ 500 mètres en aval du pont de Loire, le pont routier construit entre 1763 et 1832.

## Historique
Le pont d'origine avait été mis en service le 5 octobre 1850. La deuxième travée côté Paris est détruite le 17 juin 1940. Elle est reconstruite entre le 6 septembre et le 27 octobre 1941. Détruit par les Allemands le 3 septembre 1944, il a été reconstruit et remis en service en mai 1946.

## Caractéristiques
C'est un viaduc métallique de 7 arches de 42 mètres appuyées sur des piles en maçonnerie, d'une longueur de 322 mètres et de 10 mètres de large.

## Photos

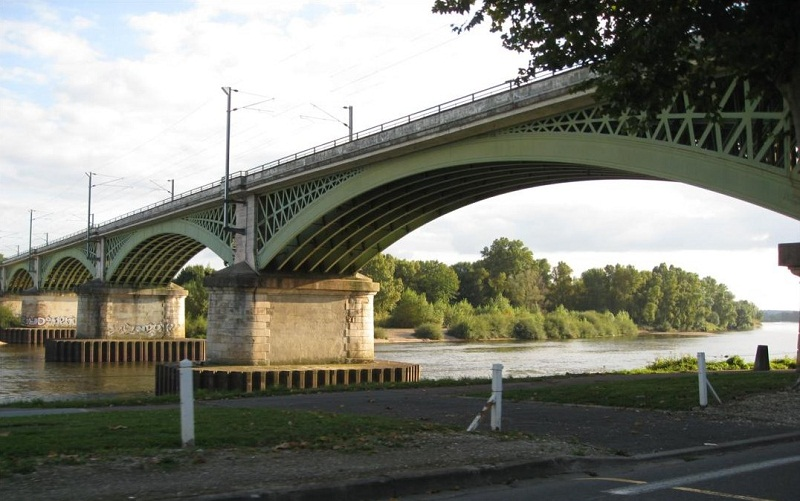
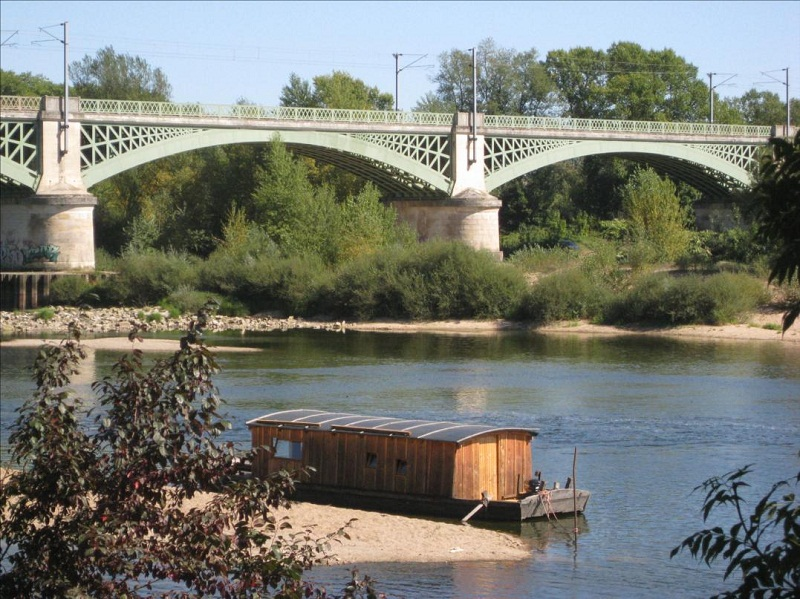
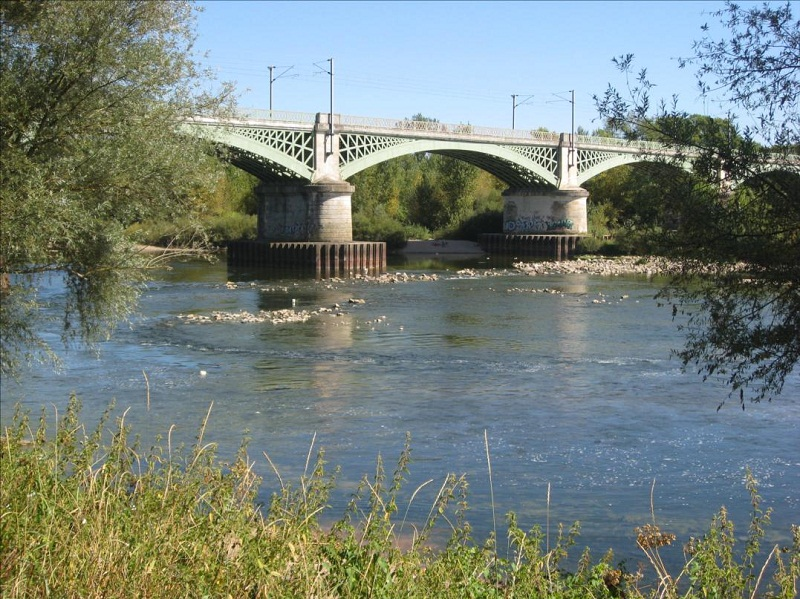
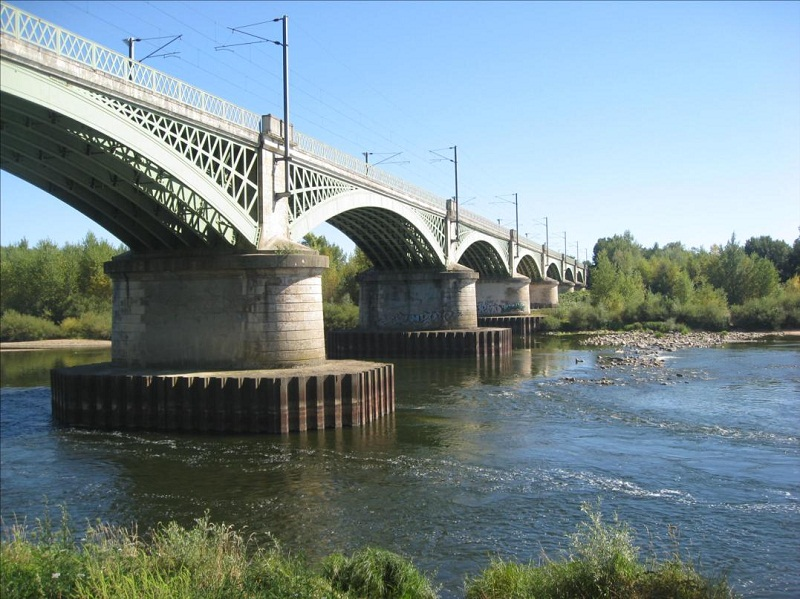